# 特雷利克塔

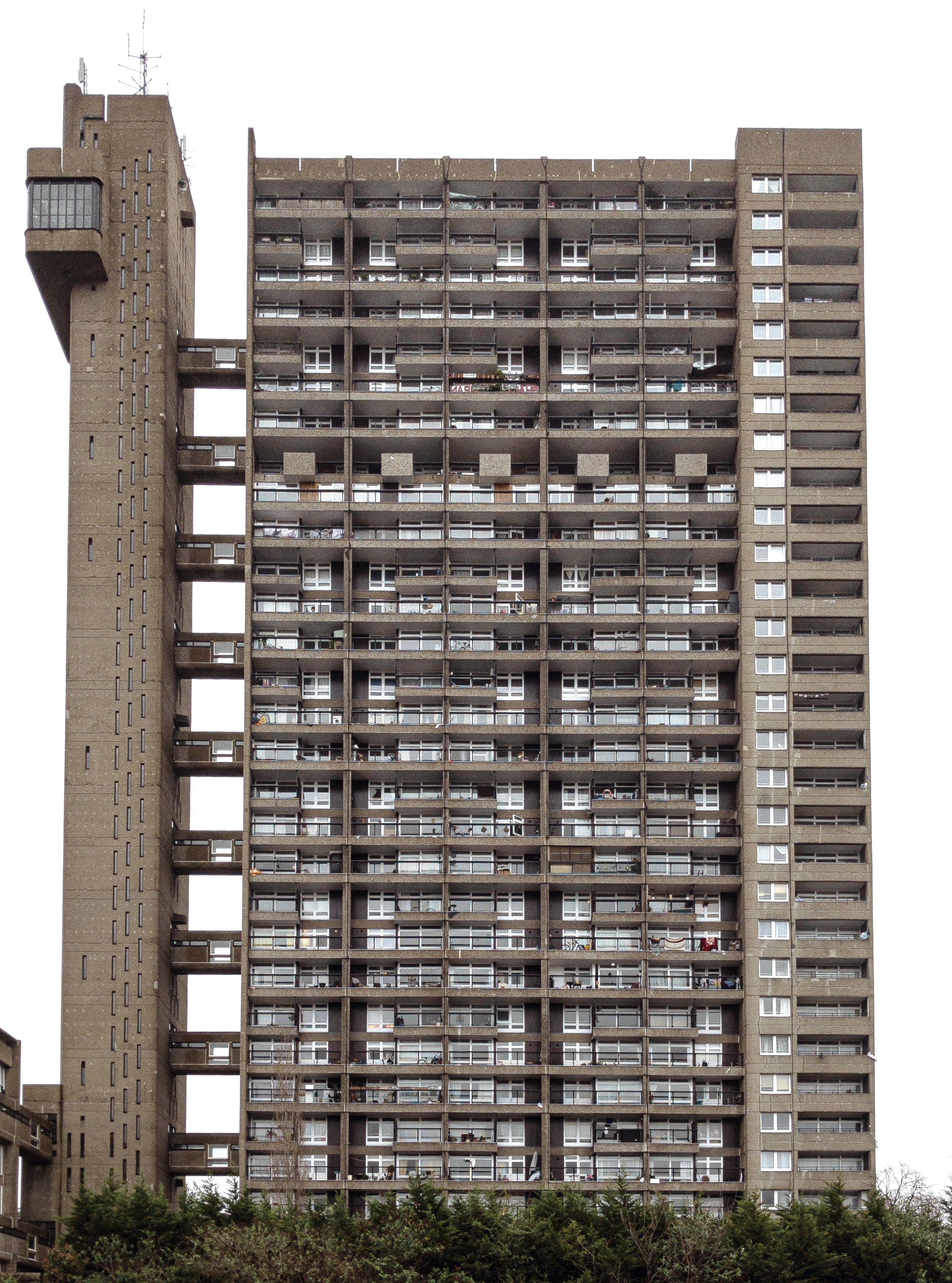
特雷利克塔

51°31′25.6″N 00°12′19.8″W / 51.523778°N 0.205500°W
特雷利克塔（英語：Trellick Tower）是位於英國倫敦的一座高層住宅，設計者是艾尔诺·戈德芬格（Ernő Goldfinger），為一座粗野主義建築。竣工於1972年，高98米（算上天線部分則有120米），共有31層，內有217戶，是一座公營集體住宅。這座公寓曾一度治安不佳，但現在已經因為聚集不少藝術家而得到恢復。特雷利克塔也是英國的二級登錄建築。